# Кутинський Михайло Іванович
Михайло Іванович Кутинський (8 жовтня 1890, Зарубинці — 10 січня 1974, Москва) — український культурний діяч, письменник, творець унікальної енциклопедії «Некрополь України». 
Жертва сталінського терору.

## Біографія
Михайло Кутинський, народився 8 жовтня 1890 року в селі Зарубинці Цибулівської волості Липовецького повіту Київської губернії (нині Монастирищенського району, Черкаської області). 
Навчався спочатку в сільській школі, а потім в Липовецькій двохкласовій школі, куди переїхали батьки. Згодом з всією родиною переїхав в Умань, де намагався вступити в училище хліборобства й садівництва, але невдало. У 1907 році здав іспит на посаду сільського вчителя й пішов учителювати, а в 1909 році дістав посаду конторника в конторі нотаріуса містечка Липовця, де служив кілька років.
1915 року Михайла Кутинського було мобілізовано в царську армію як ополченця, де він був спочатку рядовим, а потім закінчив школу прапорщиків і був на Румунському фронті. Після демобілізації переїхав до Києва, де на той час уже жили його батьки. У 1918—1919 роках учителював у селі Худяки (нині — Черкаської області). У Києві вступив до учительської семінарії, яку скінчив навесні 1920 року. Восени 1920 року вступив до Київського інституту народної освіти, проте уже весною 1922 року змушений поїхати в рідне село Зарубинці. Там і в Цибулеві він вчителював до 1924 року, а вже восени 1924 року повернувся до Києва і вступив знову до Київського інституту народної освіти, але вже на хімічний відділ, який скінчив весною 1928 року.
Улюблений його вчитель — прославлений письменник Микола Зеров. Під його впливом він зі студентами влаштовує у Києві гуртки української мови, починає писати. Перше його оповідання «Дні недавні [Архівовано 15 липня 2015 у Wayback Machine.]» (1926 р.).
Після закінчення навчання працював на різних підприємствах хіміком. 

### Сталінський терор
Михайла Кутинського заарештували 8 вересня 1936 року, коли він працював робітником на одному із заводів Києва. За його «націоналізм» засудили до 10 років таборів. У 1946 році випустили із забороною жити в 46 містах СРСР. Оселився в Казахстані, де працював на цукроварні, восени 1948 повернувся в Україну, в 1949 — працює начальником цеху заводу пластмас у Маріуполі. Влітку 1949 року його було вдруге заарештовано на ст. Сталіно (Донецьк) і заслано в Красноярський край. У 1954 році звільнили, У 1956 році — реабілітували, після чого він повернувся в Україну й став працювати в Прилуках Чернігівської області на заводі пластмас.

### Культурологічна та громадська діяльність
У 1960 році переїхав до м. Москви, де жила дружина, що отримала там квартиру.
Згодом вже на пенсії взявся за створення «Некрополю України», не маючи доступу ні до архівів, ні навіть до путніх бібліотек. Однак він знав кілька європейських мов, мав феноменальну пам'ять, з якої видобував цілі періоди книжок, читаних ще замолоду. 
Багато подорожував Україною, відвідуючи могили визначних українців та заносячи їх до «Некрополю». Упродовж багатьох років М. Кутинський збирав та впорядковував усі наявні відомості про місця поховання й могили українських історичних і культурних діячів. Сотні забутих і занедбаних могил він знайшов і описав, зробив численні фото, власноруч упорядкував багато надгробків. Під час відвідин могили Володимира Самійленка у Боярці, познайомився з поетом Іваном Коваленком, для котрого став щирим другом, наставником та натхненником. Підтримував тісні контакти з іншими українськими шістдесятниками й дисидентами, від яких отримував і поширював самвидавчу літературу. 
Після погрому української творчої інтелігенції у 1972 році був підданий цькуванню, обшукам, викликам на допити, вилученню машинописів «Некрополя України». Від надмірних хвилювань захворів на рак горла, що й призвело до його смерті.